# 1675
| [ Edytuj tabelę ]              | |
| Król Polski                    | - 1674 Jan III Sobieski 1696 |
| Współksiążęta Andory           | - 1670 Pere de Copons i de Teixidor 1681 - 1643 Ludwik XIV 1715                                                                            |
| Król Anglii i Szkocji          | - 1660 Karol II 1685 |
| Elektor Bawarii                | - 1651 Ferdynand Maria 1679 |
| Elektor Brandenburgii          | - 1640 Fryderyk Wilhelm 1688 |
| Sułtan Brunei                  | - 1673 Muhyiddin 1690 |
| Cesarz Chin                    | - 1661 Kangxi 1722 |
| Król Czech                     | - 1657 Leopold I Habsburg 1705 |
| Król Danii                     | - 1670 Chrystian V 1699 |
| Dalajlama                      | - 1617 Lobsang Gjaco 1682 |
| Cesarz Etiopii                 | - 1667 Jan I 1682 |
| Król Francji                   | - 1643 Ludwik XIV 1715 |
| Król Hiszpanii                 | - 1665 Karol II 1700 |
| Landgraf Hesji-Kassel          | - 1670 Karol I Heski 1730 |
| Stadhouder Holandii            | - 1672 Wilhelm III Orański 1702 |
| Szach Iranu                    | - 1666 Safi II 1694 |
| Państwo Wielkich Mogołów       | - 1658 Aurangzeb 1707 |
| Król Irlandii                  | - 1660 Karol II Stuart 1685 |
| Cesarz Japonii                 | - 1663 Reigen 1687 |
| Kalif                          | - 1648 Mehmed IV 1687 |
| Patriarcha Konstantynopola     | - 1675 Parteniusz IV 1676 |
| Władca Korei                   | - 1674 Sukjong 1720 |
| Książę Kurlandii i Semigalii   | - 1642 Jakub Kettler 1682 |
| Książę Liechtensteinu          | - 1627 Karol Euzebiusz 1684 |
| Sułtan Maroka                  | - 1672 Maulaj Isma’il 1727 |
| Książę Monako                  | - 1662 Ludwik I 1702 |
| Król Nawarry                   | - 1643 Ludwik XIV 1710 |
| Król Norwegii                  | - 1670 Chrystian V 1699 |
| Sułtan Omanu                   | - 1649 Sultan I ibn Sajf 1688 |
| Elektor Palatynatu             | - 1648 Karol I Ludwik 1680 |
| Papież                         | - 1670 Klemens X 1676 |
| Książę Parmy i Piacenzy        | - 1646 Ranuccio II 1694 |
| Król Portugalii                | - 1656 Alfons VI 1683 |
| Książę w Prusach               | - 1640 Fryderyk Wilhelm Wielki Elektor 1688                                                                                                |
| Car Rosji                      | - 1645 Aleksy I 1676 |
| Cesarz Rzymski (niemiecki)     | - 1658 Leopold I Habsburg 1705 |
| Kapitanowie Regenci San Marino | - 1674 Marc'Antonio Gozi Innocenzo Bonelli 1675 - 1675 Paolo Antonio Onofri Giovanni Serafini 1675 - 1675 Carlo Tosini Lorenzo Giangi 1676 |
| Elektor Saksonii               | - 1656 Jan Jerzy II Wettyn 1680 |
| Król Szwecji                   | - 1660 Karol XI 1697 |
| Król Tajlandii                 | - 1656 Narai 1688 |
| Sułtan Turków                  | - 1648 Mehmed IV 1687 |
| Doża Wenecji                   | - 1674 Nicolò Sagredo 1676 |
| Król Węgier                    | - 1655 Leopold I 1705 |
| Książęta Wirtembergii          | - 1674 Wilhelm Ludwik 1677 |

Rok 1675 / MDCLXXV
stulecia: XVI wiek ~
XVII wiek ~
XVIII wiek

lata: 1665 «
1670 «
1671 «
1672 «
1673 «
1674 «
1675
» 1676
» 1677
» 1678
» 1679
» 1680
» 1685

## Wydarzenia w Polsce
- 11 czerwca – król Jan III Sobieski i ambasador Francji podpisali tajny traktat z Jaworowa dotyczący przystąpienia Rzeczypospolitej do wojny przeciwko Brandenburgii.
- 2 sierpnia – wojna polsko-turecka: wojska tureckie zdobyły Zamek w Zbarażu (wydany przez chłopów).
- 24 sierpnia – wojna polsko-turecka: w bitwie pod Lwowem Jan III Sobieski pokonał Tatarów.
- 11 września – wojna polsko-turecka: Turcy zdobyli Zamek w Podhajcach.
- 20 września-11 października – wojna polsko-turecka: Turcy prowadzili oblężenie Trembowli.
- 11 października – wojna polsko-turecka: odwrót armii tureckiej za Dniestr zakończył oblężenie Trembowli.

## Wydarzenia na świecie
- 5 stycznia – wojna Francji z koalicją hiszpańsko-austriacko-lotaryńską: zwycięstwo wojsk francuskich w bitwie pod Turckheim.
- 2 lutego – na przedmieściach Londynu, rozpoczęto budowę pierwszego Królewskiego Obserwatorium Astronomicznego w Greenwich.
- 28 czerwca – wojna Francji z koalicją hiszpańsko-austriacko-lotaryńską: zwycięstwo wojsk brandenburskich nad szwedzkimi w bitwie pod Fehrbellin.
- 27 lipca – wojna Francji z koalicją hiszpańsko-austriacko-lotaryńską: bitwa pod Nieder Sasbach.
- 2 sierpnia – została uroczyście otwarta Synagoga Portugalska w Amsterdamie.
- 10 sierpnia – król Karol II założył obserwatorium astronomiczne w Greenwich.
- 11 sierpnia – wojna Francji z koalicją hiszpańsko-austriacko-lotaryńską: bitwa pod Konzer Brücke.
- 30 sierpnia – pożar na Zamku Chojnik.
- 24 listopada – papież Klemens X beatyfikował męczenników z Gorkum.

- II Podbój Purytański – angielscy koloniści pokonali indiańskie plemię Narragansett.

## Urodzili się
- 4 stycznia – Liberat Weiss, niemiecki franciszkanin, misjonarz, męczennik (zm. 1716)
- 11 sierpnia - Anna Maria de Bourbon-Condé, księżna Condé i Enghien (zm. 1700)
- 11 października – Samuel Clarke, angielski teolog, filozof, matematyk i fizyk (zm. 1729)
- 12 grudnia - Karol Samuel Poniński, polski duchowny katolicki, biskup pomocniczy poznański

## Zmarli
- 8 czerwca – Jan Jonston, polski przyrodnik, pedagog i lekarz pochodzenia szkocko-niemieckiego (ur. 1603)
- 18 września – Karol IV Lotaryński, książę Lotaryngii (ur. 1604)
- 27 lipca marszałek Francji Henri de Turenne (ur. 1611)
- 21 listopada – Jerzy Wilhelm, książę legnicko-brzeski, ostatni męski przedstawiciel dynastii Piastów (ur. 1660)
- 15 grudnia – Jan Vermeer, malarz flamandzki (ur. 1632)

- data dzienna nieznana: 
  - Jan Gembicki, biskup kujawski (ur. 1602)

## Święta ruchome
- Tłusty czwartek: 21 lutego
- Ostatki: 26 lutego
- Popielec: 27 lutego
- Niedziela Palmowa: 7 kwietnia
- Wielki Czwartek: 11 kwietnia
- Wielki Piątek: 12 kwietnia
- Wielka Sobota: 13 kwietnia
- Wielkanoc: 14 kwietnia
- Poniedziałek Wielkanocny: 15 kwietnia
- Wniebowstąpienie Pańskie: 23 maja
- Zesłanie Ducha Świętego: 2 czerwca
- Boże Ciało: 13 czerwca